# 菱體兔牙鯛
菱體兔牙鯛為輻鰭魚綱鱸形目鱸亞目鯛科的其中一種，分布於西大西洋區，從美國麻州至墨西哥猶加敦半島海域，棲息深度可達80公尺，體長可達40公分，棲息在紅樹林、岩石底質海域，會進入淡鹹水或淡水水域，成群活動，屬肉食性，以甲殼類、軟體動物等為食，可做為食用魚及遊釣魚。